# Немезида (звезда)

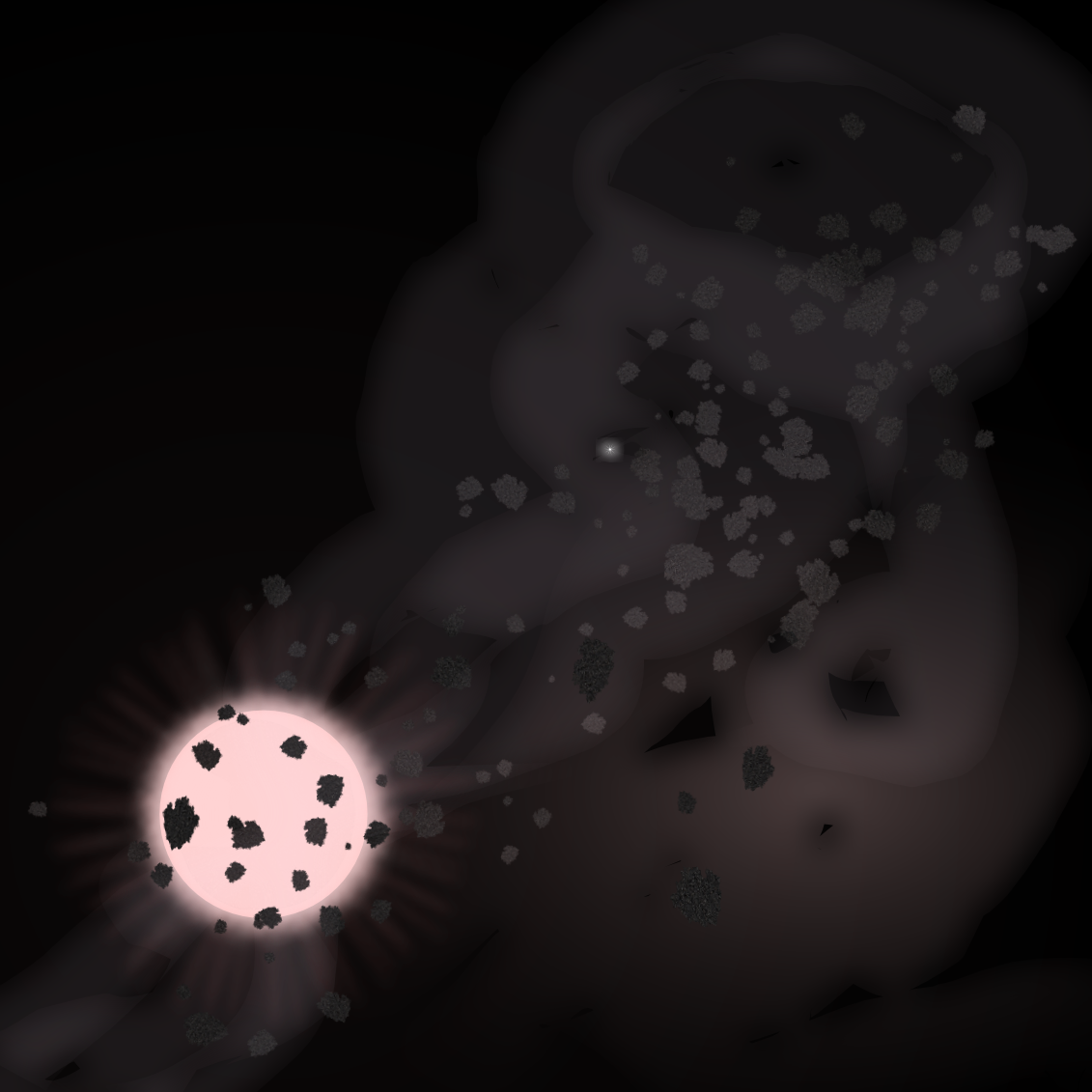
Немезида в представлении художника. Красный карлик, наблюдаемый из поля астероидов по соседству. Светлая точка в центре — Солнце.

Немези́да (лат. Nemesis) — гипотетическая труднообнаружимая звезда (красный карлик, белый карлик или коричневый карлик). Предполагается, что она обращается вокруг Солнца на расстоянии 50—100 тысяч астрономических единиц (0,8—1,5 светового года), за пределами облака Оорта.
Предположение о существовании такой звезды было сделано в попытке объяснить наблюдаемую периодичность массовых вымираний биологических видов на Земле, которые, по мнению некоторых учёных, происходят примерно каждые 26 миллионов лет.
В настоящее время гипотеза о периодичности массовых вымираний считается сомнительной, и большинство астрономов считает, что Солнце является одиночной звездой. Однако не исключается наличие одной или нескольких неоткрытых транснептуновых планет.

## Предполагаемая периодичность массовых вымираний
В 1984 году палеонтологами Дэвидом Раупом и Джеком Сепкоски была опубликована статья, в которой утверждалось, что авторами выявлена статистическая периодичность скорости вымирания биологических видов в последние 250 миллионов лет путём использования метода анализа временных рядов. Они исследовали скорость вымирания ископаемых семейств морских позвоночных, беспозвоночных и простейших, выявив 12 массовых вымираний, произошедших в этот временной период. Средний интервал между вымираниями составил 26 миллионов лет. На момент публикации статьи два периода массового вымирания (мел-палеогеновое и эоцен-олигоценовое) считались связанными с падением на Землю астероида. Хотя Рауп и Сепкоски не могли определить причину предполагаемой периодичности, они предположили, что она может быть связана с внеземными факторами. Задача поиска механизма такого явления довольно быстро была решена несколькими командами астрономов.

## Развитие гипотезы о Немезиде
Статьи, объяснявшие следовавшую из исследований Раупа и Сепкоски периодичность вымираний наличием у Солнца звезды-компаньона, были независимо друг от друга опубликованы двумя командами астрономов. Авторами первой были Уитмайр и Джексон, второй — Дэвис, Хат и Мюллер. Обе статьи были опубликованы в одном и том же выпуске журнала Nature. Такая гипотетическая звезда должна была двигаться по эллиптической орбите с большим эксцентриситетом. При приближении её к Солнцу она возмущает орбиты комет облака Оорта, в результате чего увеличивается число таких комет, попадающих во внутреннюю Солнечную систему, а значит и число случаев столкновения комет с Землёй. Гипотетическая звезда получила название «Немезида» в честь древнегреческой богини возмездия. Другое её название — «Звезда смерти» (англ. Death Star).
Какого типа объектом может оказаться Немезида, если она существует, неясно. Ричард Мюллер предполагает, что она, скорее всего, является красным карликом, имеющим видимую звёздную величину от 7 до 12m, в то время как Дэниэл Уитмайр и Альберт Джексон считают, что Немезида — коричневый карлик. Если Немезида является красным карликом, она, несомненно, была включена в каталоги звёзд, однако её истинную природу можно обнаружить только путём измерения её параллакса. Из-за движения по орбите вокруг Солнца у неё будет очень маленькое собственное движение, благодаря чему, в отличие, например, от звезды Барнарда, она не может быть обнаружена исследованиями, в которых измеряется собственное движение звёзд.
Поскольку последнее значительное массовое вымирание произошло около 11 миллионов лет назад, Мюллер указывает, что Немезида, скорее всего, в настоящее время находится на расстоянии от 1 до 1,5 световых лет от Солнца. На основании данных об афелии исходной орбиты нескольких атипичных длиннопериодических комет был также сделан вывод, что в настоящее время Немезида должна находиться вблизи созвездия Гидры.

## Факты, рассматриваемые как подкрепляющие гипотезу

### Орбита Седны
Удалённая от Солнца Седна имеет орбиту с большим эксцентриситетом. Её минимальное расстояние от Солнца составляет 76 астрономических единиц, а максимальное — 975 астрономических единиц. Период её обращения оценивается в 10,5—12 тысяч лет. Её первооткрыватель, Майкл Браун, отметил в статье в журнале Discover, что такие параметры орбиты Седны являются крайне странными. По его мнению, Седна не должна находиться там, где она была обнаружена, и не существует механизма, который бы позволил объяснить параметры её орбиты. Она никогда не приближается к Солнцу достаточно, чтобы его притяжение оказало на неё существенное влияние, но и не удаляется настолько, чтобы стало заметным притяжение других звёзд.
Майкл Браун приводит три версии того, как Седна могла оказаться на своей орбите: гравитационное влияние неоткрытой транснептуновой большой планеты, однократное прохождение звезды на расстоянии порядка 500 а. е. от Солнца и формирование Солнечной системы в звёздном скоплении. Последнюю версию учёный считает наиболее вероятной.
По мнению Уолтера Краттендена, астронома-любителя, орбита Седны находится в резонансе с предполагаемой орбитой Немезиды.
Помимо этого, примерно половина звёзд главной последовательности — двойные. Это позволяет предположить, что Солнце может быть частью такой системы со звездой-компаньоном (см. гипотезы о Немезиде). В окрестностях Солнца (d<20 пк) находится более 3000 звёзд, среди них около половины — двойные звёзды всех типов. Компоненты двойных звёзд чаще бывают представлены звёздами одной светимости и одного спектрального класса, но бывают и сильные различия. Элементы подобной системы должны обращаться вокруг общего центра масс.

## Возможность обнаружения
Если Немезида существует, она может быть обнаружена в систематических обзорах неба, например, в таких, как Pan-STARRS и Large Synoptic Survey Telescope. В частности, если Немезида — красный или коричневый карлик, она может быть обнаружена при исследовании данных, полученных космическим телескопом WISE, который осуществляет поиск объектов в инфракрасном диапазоне, а также измеряет параллакс для определения расстояния до объектов. Предварительные результаты исследования были опубликованы 14 апреля 2011 года. В марте 2014 года, после анализа данных, полученных телескопом WISE, было объявлено, что на расстоянии до 26 тысяч а. е. от Солнца нет никаких неизвестных объектов размером с Юпитер или более крупных.

## Критика
В основе гипотезы о существовании Немезиды лежит представление о периодичности массовых вымираний, связанных с падением на Землю достаточно крупных небесных тел. Однако Корин Бэйлер-Джонс (Coryn Bailer-Jones) из астрономического института имени Макса Планка, использовав методы байесовской статистики, пришёл к выводу, что периодичность является кажущейся. По его мнению, частота падения на Землю комет и астероидов в течение последних 250 миллионов лет не изменяется периодически, а монотонно возрастает, что может объясняться как недостаточными сведениями о старых кратерах, так и действительным увеличением числа падений.

## Другие гипотезы

### Планеты-гиганты
Согласно ещё одной гипотезе, мифическая звезда-спутник не смогла сформироваться из первичного газопылевого облака. Вместо звезды-спутника сформировались планеты-гиганты.
Помимо Юпитера, Сатурна, Урана и Нептуна, по мнению группы астрономов во главе с профессором Университета Луизианы Джоном Матезе (John Matese), в Солнечной системе может существовать ещё одна планета-гигант, находящаяся примерно в двух световых годах от Земли. В результате детального изучения орбит ледяных комет группе Матезе удалось установить, что около 20 % попадающих в солнечную систему комет «втягиваются» гравитационными силами массивного космического объекта, находящегося за пределами облака Оорта, как минимум в 1,4 раза крупнее Юпитера, но не являющегося звездой — иначе процент захваченных гравитационным полем комет был бы гораздо выше. При этом, по словам учёных, некоторые из этих ледяных комет достигают двух километров в диаметре и представляют потенциальную опасность для Земли. Гипотетическая планета-гигант получила условное имя Тюхе (в честь сестры Немезиды Тюхе). На данный момент неоспоримых доказательств её существования нет.

### Сближение с ближайшими звёздами
На основании исследования траекторий 40 000 маломассивных звёзд, относящихся к спектральному классу М, было обнаружено 18 звёзд, которые могут приблизиться к Солнцу в течение следующего миллиарда лет. Джон Бочанский из университета Пенсильвании представил результат этих исследований на 217-м собрании Американского астрономического общества.

## В художественной литературе
- В романе Айзека Азимова «Немезида» в 2220 году открыт скрытый пылевой туманностью красный карлик («Звезда-соседка»), находящийся в двух световых годах от Солнца и названный Немезидой в честь гипотетического спутника Солнца[19][20].